# Phim tâm lý tình cảm Hàn Quốc
Phim tâm lý tình cảm Hàn Quốc hay còn gọi là phim tình cảm sướt mướt hoặc phim bi (trong tiếng Anh là: Korean melodrama), là một nhánh của thể loại kịch tâm lý tình cảm. Dòng phim này vẽ nên bức tranh toàn cảnh dựa trên những chuyện kể bản xứ Hàn Quốc và các dòng nghệ thuật sân khấu kịch, thông qua việc phỏng theo truyện dân gian truyền thống và loại hình âm nhạc pansori. Nó còn đưa vào những ảnh hưởng của sân khấu kịch "shinpa" Nhật Bản và các bộ phim Hollywood giai đoạn đầu. Trong các bộ phim tâm lý tình cảm Hàn Quốc đương đại, tiếng nhạc nhỏ đã thế chỗ tiếng đập mạnh đặc trưng và những giai điệu si mê. Có đến 50-70% các bộ phim do Hàn Quốc sản xuất thuộc thể loại tâm lý tình cảm và ở đó phác họa đặc thù những góc khuất của xã hội, những cảm xúc được cường điệu hóa và những tình huống lay động cảm xúc người xem.

## Lịch sử
Thể loại tâm lý tình cảm đã thống trị ngành công nghiệp phim xứ Hàn kể từ năm 1919. Với những ảnh hưởng ban đầu xuất phát từ loại hình sân khấu kịch shinpa Nhật Bản (cải biên từ thể loại kịch tâm lý tình cảm của phương Tây), từ các dòng truyện dân gian truyền thống như pansori (loại hình âm nhạc diễn xướng bằng thơ) và từ phim Hollywood, thể loại phim tâm lý tình cảm Hàn Quốc đã phát triển từ thập niên 1920 cho đến thế kỷ 21 ngày nay.